# Provincia di Cusco
La provincia di Cusco è una provincia del Perù, situata nella regione di Cusco.

## Geografia antropica

### Suddivisioni amministrative
È divisa in 8 distretti:
- Ccorca (Ccorca)[2]
- Cusco (Cusco)
- Poroy (Poroy)[3]
- San Jerónimo (San Jerónimo)
- San Sebastián (San Sebastián)[4]
- Santiago (Santiago)
- Saylla (Saylla)
- Wanchaq (Wanchaq)